# Ґодзілла
Ґодзілла (яп. ゴジラ, Ґодзіра) — вигадане чудовисько, або кайдзю із серії однойменних японських фільмів, зазвичай гігантський динозавр-мутант. Персонаж вперше з'явився у фільмі Ісіро Хонди 1954 року «Ґодзілла» і став світовою іконою поп-культури, з'являючись у різних ЗМІ, включаючи 32 фільми, створені Тохо, 4 голлівудські фільми та численні відеоігри, романи, комікси та телевізійні шоу. Ґодзіллу часто називають Королем монстрів, фразою, яку вперше використали у фільмі «Ґодзілла, Король монстрів!», американізованій версії оригінального фільму.
Ґодзілла зазвичай зображений як величезне, руйнівне, доісторичне морське чудовисько, пробуджене ядерними бомбами. Зважаючи на бомбардування Хіросіми та Нагасакі, яке ще було свіжим в свідомості японців, Ґодзілла був задуманий як метафора для ядерної зброї. Інші припускають, що Ґодзілла — метафора на США. Із збільшенням кількості фільмів, деякі історії набували менш серйозного тону, зображуючи Ґодзіллу як антигероя або героїчну істоту, яка захищає людство.
Ґодзілла часто був представлений поряд з багатьма допоміжними персонажами. Він зіткнувся з людьми та їхніми захисними організаціями, такими як JSDF, або іншими монстрами, серед яких Кінг Гідора, МехаҐодзілла та Гайган. Ґодзілла іноді має союзників, таких як Родан, Мотра і Ангірус, і нащадків, таких як Мінілла і Ґодзілла молодший. Ґодзілла також боровся з персонажами інших франшиз у кросовер-медіа, такими як Кінг Конг, а також різними персонажами Marvel Comics, зокрема ЩИТом, Фантастичною четвіркою та Месниками.

## Ім'я
Оригінальна назва Ґодзілли — Gojira (ゴ ジ ラ) — це поєднання японських слів: Ґоріра (ゴ リ ラ, «горила») та Куджира (鯨 ク ジ ラ, «кит»), через те, що спочатку Ґодзілла мав бути гібридом між китом та гориллою, а також через свої розміри, потужність та водне походження. Однією із популярних історій є історія про те, що слово «Ґодзіра» насправді було прізвиськом деяких працівників в студії Toho. Кімі Хонда, вдова режисера, розповіла про це у документальному фільмі BBC 1998 року, присвяченому Ґодзіллі.
Під час розробки американської версії фільму Ґодзілла знову нападає (1955) ім'я Ґодзілли було змінено на «Ґіґантіс», що було ініційовано продюсером Полом Шрайбманом, який хотів створити персонажа, відмінного від Ґодзілли.
Всупереч поширеній думці, англійська назва «Ґодзілла» не була вигадана американськими прокатниками оригінального фільму. До того, як Тохо продав фільм американським дистриб'юторам, міжнародний підрозділ компанії спочатку продавав копії фільму з англійськими субтитрами під назвою «Ґодзілла», які коротко показувалися в японсько-американських кінотеатрах. Тохо самі обрали «Ґодзіллу» як англійську транслітерацію Ґодзіри. Згідно з книгою 2002 року «Після Ґодзілли», англійське ім'я «Ґодзілла» має такі значення як, «God» (Бог), «lizard» (ящірка) та «gorilla» (горилла). Слово «Бог» застосовується до Годзілли через його величезні розміри та руйнівну силу, яка змушує його сприйматися деякими як Бог, «ящірка» застосовується через рептильну зовнішність Ґодзілли та зв'язки з часом динозаврів, а «горила» застосовується через створення Ґодзілли, натхненного знаменитим горилоподібним гігантським монстром Кінг Конгом. «Ґодзілла» може бути приблизно перекладена на японську як ガッズィラ (Gazzira) або ガッズィーラ (Gazzīra).

## Історія створення
Початково Ґодзіллу задумували як гібрид кита та горили. Назва Gojira походить від японських слів «горила» (яп. ゴリラ ґоріра) та «кит» (яп. 鯨 кудзіра). 1953 року продюсер японської кінокомпанії Toho Томоюкі Танака переглянув фільм «Чудовисько з глибини 20000 морських сажнів» про динозавра, що прокинувся внаслідок випробування атомної бомби, й вирішив, що Ґодзілла буде динозавром. За шістдесят років він став популярним персонажем і захопив екрани кінотеатрів усього світу, посунувши на другий план Кінґ-Конґа. Всього про Ґодзіллу було знято 28 японських фільмів та два американських ремейки. У перших фільмах роль Ґодзілли зіграв актор Харуо Накаджіма.

## Характеристика

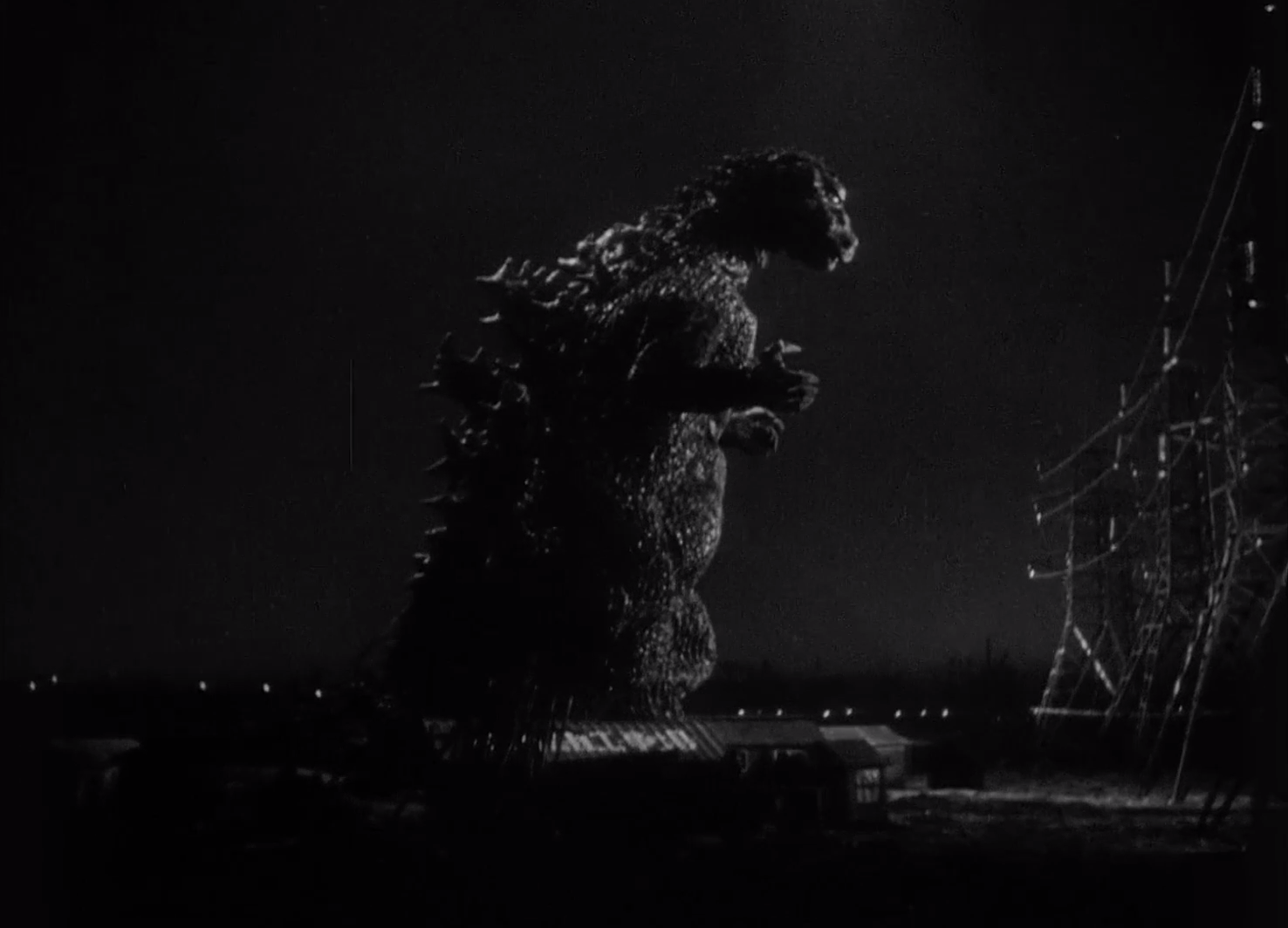
Зовнішній вигляд Ґодзілли

У японських фільмів точне походження Ґодзілли змінюється, але він, як правило, зображується як величезне, жорстоке, доісторичне морське чудовисько, пробуджене ядерним вибухом. Незважаючи на те, що конкретні деталі зовнішності Ґодзілли з роками трохи змінювалися, загальний вигляд залишався незмінним. Натхненний вигаданим Редозавром, який був створений аніматором Реєм Гарріхаузеном для фільму «Чудовисько з глибини 20 000 сажнів», знаковий дизайн Ґодзілли був задуманий як амфібійний динозавр. Основні особливості це пряма постава, луската шкіра, антропоморфний тулуб з м'язистими руками, кісткові пластинки вздовж спини та хвоста.
Художник Акіра Ватанабе поєднав атрибути тиранозавра, ігуанодона, стегозавра та алігатора, щоб створити своєрідну химеру, натхненну ілюстраціями з випуску журналу Life. Щоб підкреслити зв'язок монстра з атомною бомбою, його текстура шкіри була створена на основі келоїдних шрамів, які були помічені на тих, хто вижив у Хіросімі. Ґодзілла має рептилійний вигляд, міцну конструкцію, вертикальну поставу, довгий хвіст і три ряди зубчастих пластин уздовж спини. В оригінальному фільмі пластини додали для чисто естетичних цілей, щоб ще більше відрізняти Ґодзіллу від будь-якої іншої живої чи вимерлої істоти. Ґодзілла іноді зображується зеленим у коміксах, мультфільмах та плакатах з кінофільму, але костюми, які використовуються у фільмах, зазвичай були пофарбовані в вугільно-сірий колір з білими пластинами до фільму «Ґодзілла 2000: Міленіум».

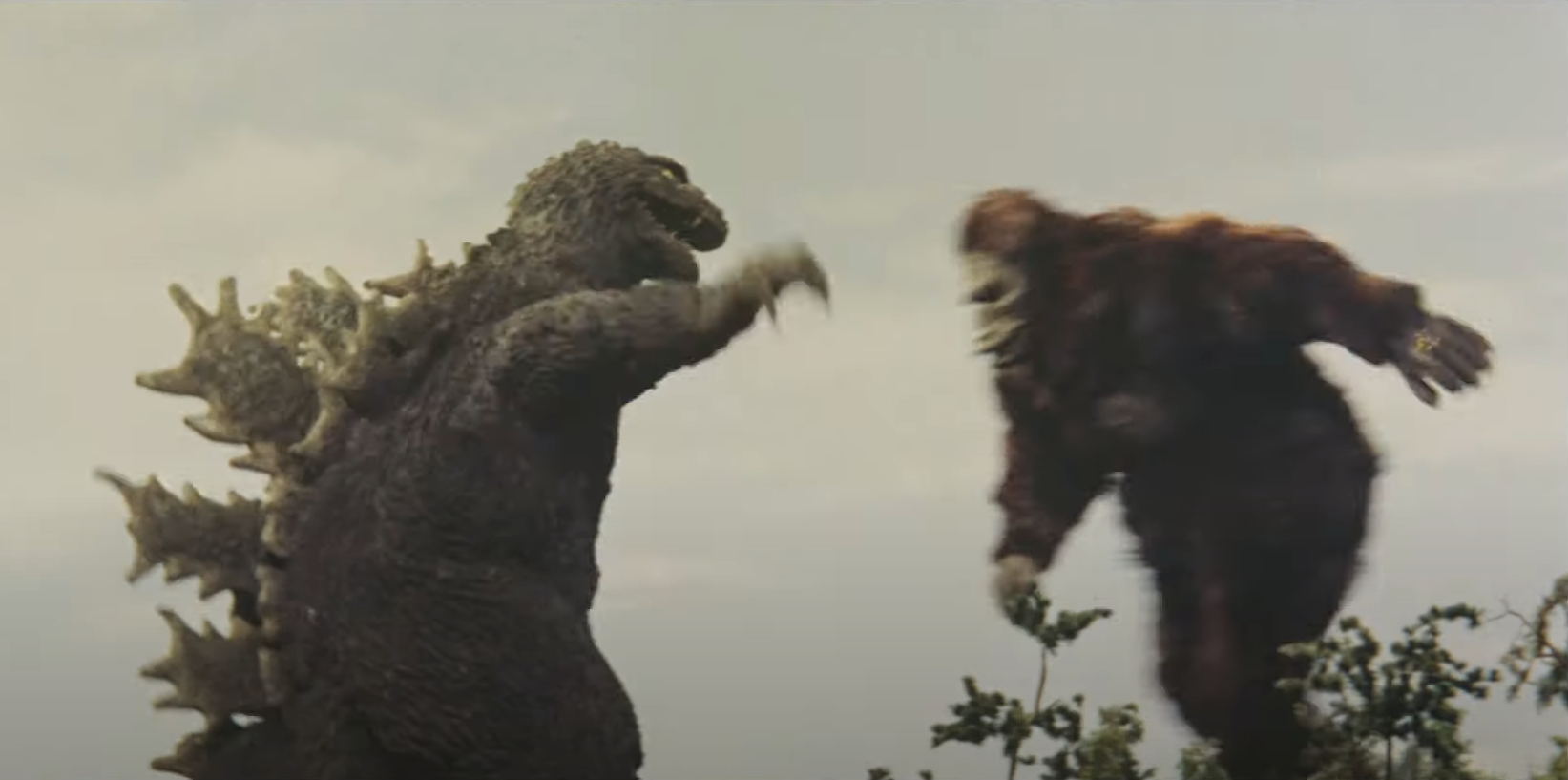
Ґодзілла проти Кінг-Конга

У оригінальних японських фільмах Ґодзілла та всі інші монстри позначаються гендерно-нейтральними займенниками, еквівалентними «воно», тоді як в англійських дублях версіях Годзілла явно описується як чоловік, наприклад, у назві фільму «Ґодзілла, Король монстрів!». У фільмі «Ґодзілла» 1998 року монстр згадується як самець, який вміє відкладати яйця, самозапліднюючись. У фільмах «Ґодзілла» від Legendary, Ґодзілла згадується як чоловік.

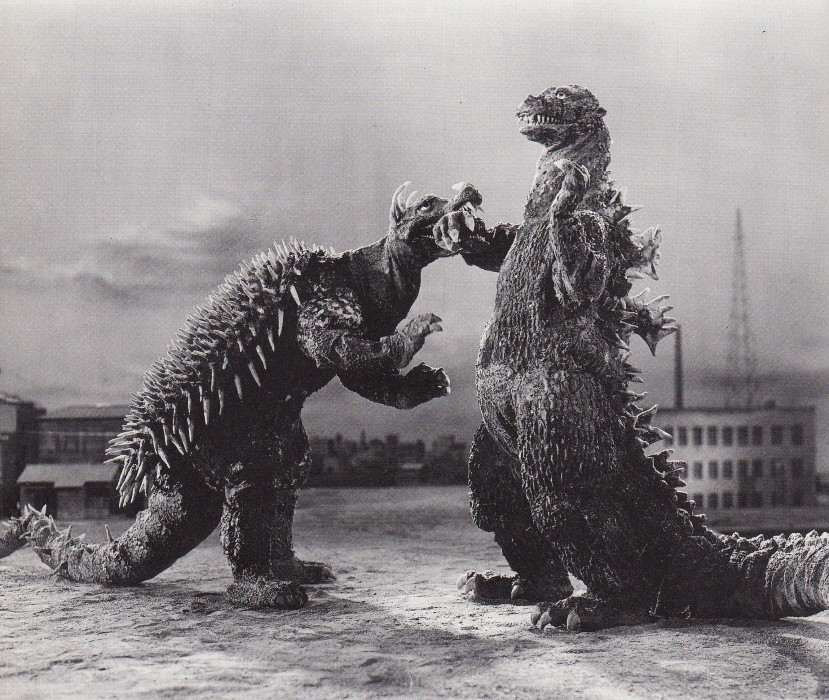
Ґодзілла проти Ангіруса

Мотивація Ґодзілли змінювалася від фільму до фільму, щоб відповідати потребам історії. Хоча Ґодзілла не любить людей, він буде боротися поряд із людством проти загальних загроз. Однак він зазвичай не докладає особливих зусиль для захисту життя чи власності людей і пізніше повертається проти своїх людських союзників. Ґодзілла не мотивується інсктинтом хижака: він не їсть людей, а натомість підтримує себе на ядерній радіації та всеїдній дієті. На запитання, чи є Ґодзілла «добрим чи поганим», продюсер Шого Томіяма охарактеризував його як «Бог знищення», якому бракує моральної відповідальності і який не може бути охарактеризованим людськими стандартам добра і зла. Зазвичай Ґодзілла зображується як антигерой.

## Історія персонажа у фільмах

### «Ґодзілла проти Кінг Гідори»
За сюжетом фільму «Годзілла проти Кінг Ґідори» 1991 року, Ґодзілазавр жив на острові Лагос. 1944 року в районі острова відбувались бойові дії між американськими та японськими військами, а сам острів став майданчиком для випробувань ядерної зброї. Цим пояснювалось високе випромінення, яке отримав ґодзілазавр.
На острові розташовувався японський бастіон, тож американці вважали, що істота захищає японських солдатів. Під час боїв його було серйозно поранено. Мандрівники у часі з майбутнього телепортували істоту до Берингова моря, плануючи змінити дії сьогоднішніх днів завдяки змінам у минулому.
В результаті мала з'явитись альтернативна лінія часу, де Ґодзілла мала бути стертою з історії, а на її місці з'явилася контрольована футурійським королем Гідора. Проте аварія на російському атомному човні, що сталася на місці, де люди з майбутнього покинули Ґодзіллазавра, викликала народження ще більшої і сильнішої істоти — Ґодзілли.
Після цього істота вирішила знищити світ, почавши з Японії.

## Історія персонажа у відоіграх

### Відеогра 2014 року
Ґодзілла жив на острові Лагос на Маршаллових островах у Тихому океані і з'явився у процесі еволюції з ящера. За сюжетом, ця істота всеїдна, але бореться із противниками, що потрапляють на її територію.

## Здібності

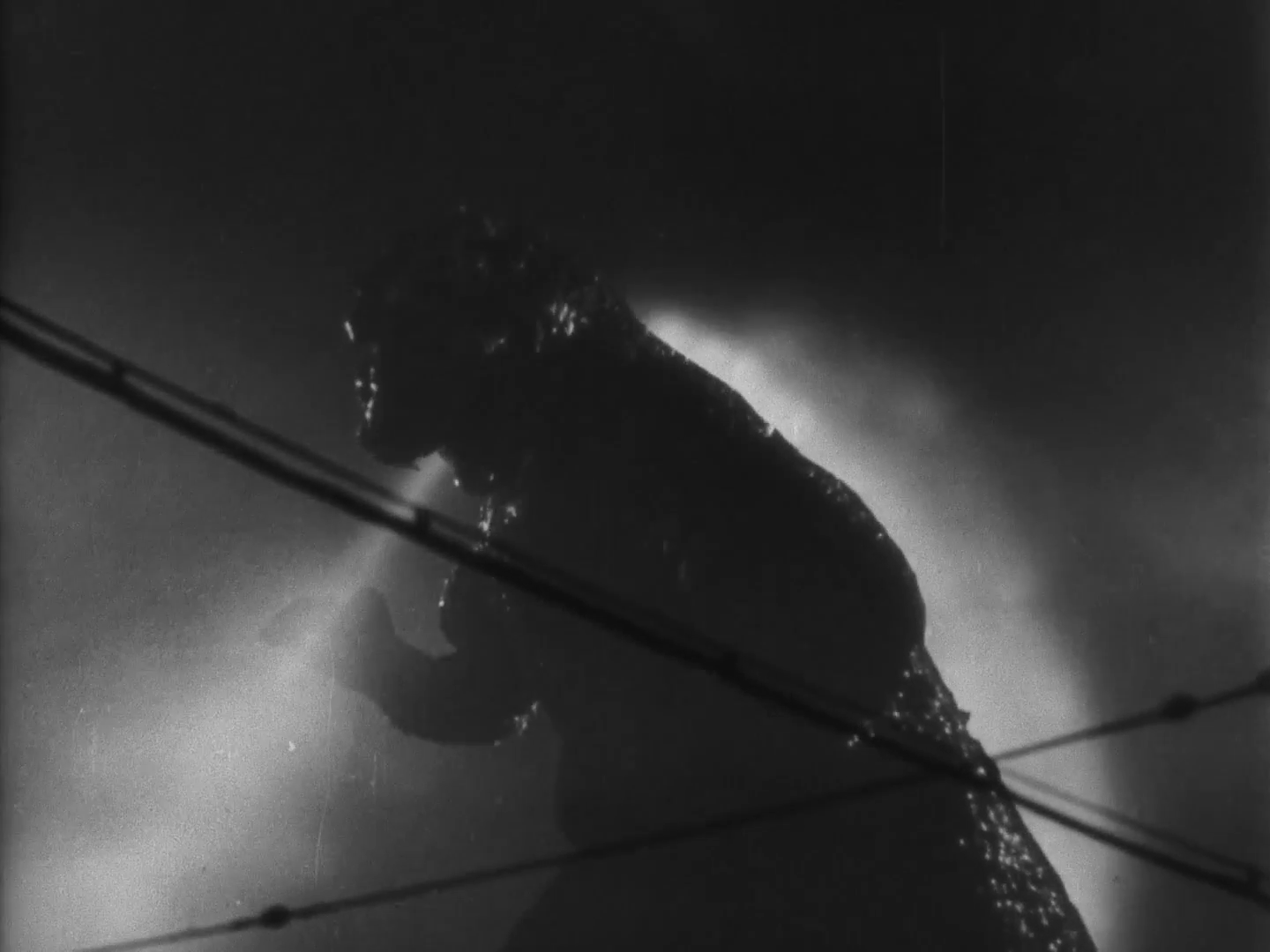
Ґодзілла вивергає атомний промінь у оригінальному фільмі

Основна здібність Ґодзілли — його «атомний тепловий промінь» (також відомий як «атомне дихання»), ядерна енергія, яку він генерує всередині свого тіла, а пізніше використовує електромагнітну силу, щоб сконцентрувати його в снаряді з високою швидкістю, що нагадує лазер, і випускає його з рота у вигляді синього або червоного радіоактивного променя. Відділ спеціальних ефектів Тохо використовував різні методи створення променя, від фізичного полум'я з газом до атомного променя, створеного комп'ютером. У фільмах показано, що Ґодзілла володіє величезною фізичною силою і м'язистістю. Харуо Накаджіма, актор, який зіграв Годзілла в оригінальних фільмах, володів чорним поясом в дзюдо і використовував здібності в битвах, які знімалися для фільмів.
Ґодзілла є амфібією: він вміє дихати під водою і в оригінальному фільмі описаний доктором Яманою як перехідна форма між морськими та наземними рептиліями. Показано, що Ґодзілла відрізняється великою життєздатністю: його неможливо побороти звичайною зброєю завдяки міцній шкірі та здатності до регенерації, і в результаті пережитого ядерного вибуху його неможливо знищити нічим менш потужним.
Різні фільми, телевізійні шоу, комікси та ігри зображували Ґодзіллу з додатковими силами, такими як атомний імпульс, магнетизм, вогняні кулі, електричний укус, надлюдська швидкість, лазерні промені, випромінювані з його очей, і навіть політ.

## Ґодзіллазавр
Ґодзіллазавр (яп. Gojirazaurusu) — це Ґодзілла до мутації. Вперше він з'явився у фільмі «Ґодзілла проти Кінг Гідори» 1991 року, це ж була і остання його поява.
За сюжетом, цей персонаж є динозавром-тероподом, а Ґодзілла це Ґодзіллазавр, який піддався інтенсивному випромінюванню. Після цього він став несприйнятливим до високих температур.
Розміри істоти: довжина 20 м, висота 12 м, вага понад 60 тонн. Авторами персонажу були Шинджі Нісікава, Казукі Оморі, Томоюки Танака, Шого Томіама. У фільмі роль Ґодзіллазавра виконав актор Ватару Фукуда.
Ґодзіллазавр за формою нагадує тиранозавра, проте має пропорційно меншу голову, значно довші ноги і більше м'язів. Істота має подвійний рядок зубів. Передні лапи мають по три пальці і закінчуються гострими жовтими кігтями.

## Фільмографія
- Ґодзілла (1954)
- Ґодзілла знову нападає
- Кінг Конг проти Ґодзілли
- Мотра проти Ґодзілли
- Гідора, трьохголовий монстр
- Вторгнення астро-монстра
- Ебіра, жах з глибини
- Син Ґодзілли
- Знищити всіх монстрів
- Атака всіх монстрів
- Ґодзілла проти Хедори
- Ґодзілла проти Гайгана
- Ґодзілла проти Мегалона
- Зон Файтер
- Ґодзілла проти МехаҐодзілли (1974)
- Терор МехаҐодзілли
- Ґодзілла (1978)
- Повернення Ґодзілли
- Ґодзілла проти Біолланте
- Ґодзілла проти Кінг Гідори
- Ґодзілла проти Мотри: Битва за Землю
- Ґодзілла проти МехаҐодзілли II
- Ґодзілла проти СпейсҐодзілли
- Ґодзілла проти Руйнівника
- Острів Ґодзілли
- Ґодзілла (1998)
- Ґодзілла: Анімаційний серіал
- Ґодзілла 2000: Міленіум
- Ґодзілла проти Мегагіруса
- Ґодзілла, Мотра, Кінг Гідора: Атака всіх монстрів
- Ґодзілла проти МехаҐодзілли (2001)
- Ґодзілла: Токіо S.O.S
- Ґодзілла: Фінальні війни
- Ґодзілла (2014)
- Істинний Ґодзілла
- Ґодзілла: Планета монстрів
- Ґодзілла: Місто на грані битви
- Ґодзілла: Поїдач планет
- Ґодзілла з'являється в Сукаґава
- Ґодзілла 2: Король монстрів (2019)
- Вольфмен проти Ґодзілли
- Ґодзілла проти Конга

## Галерея

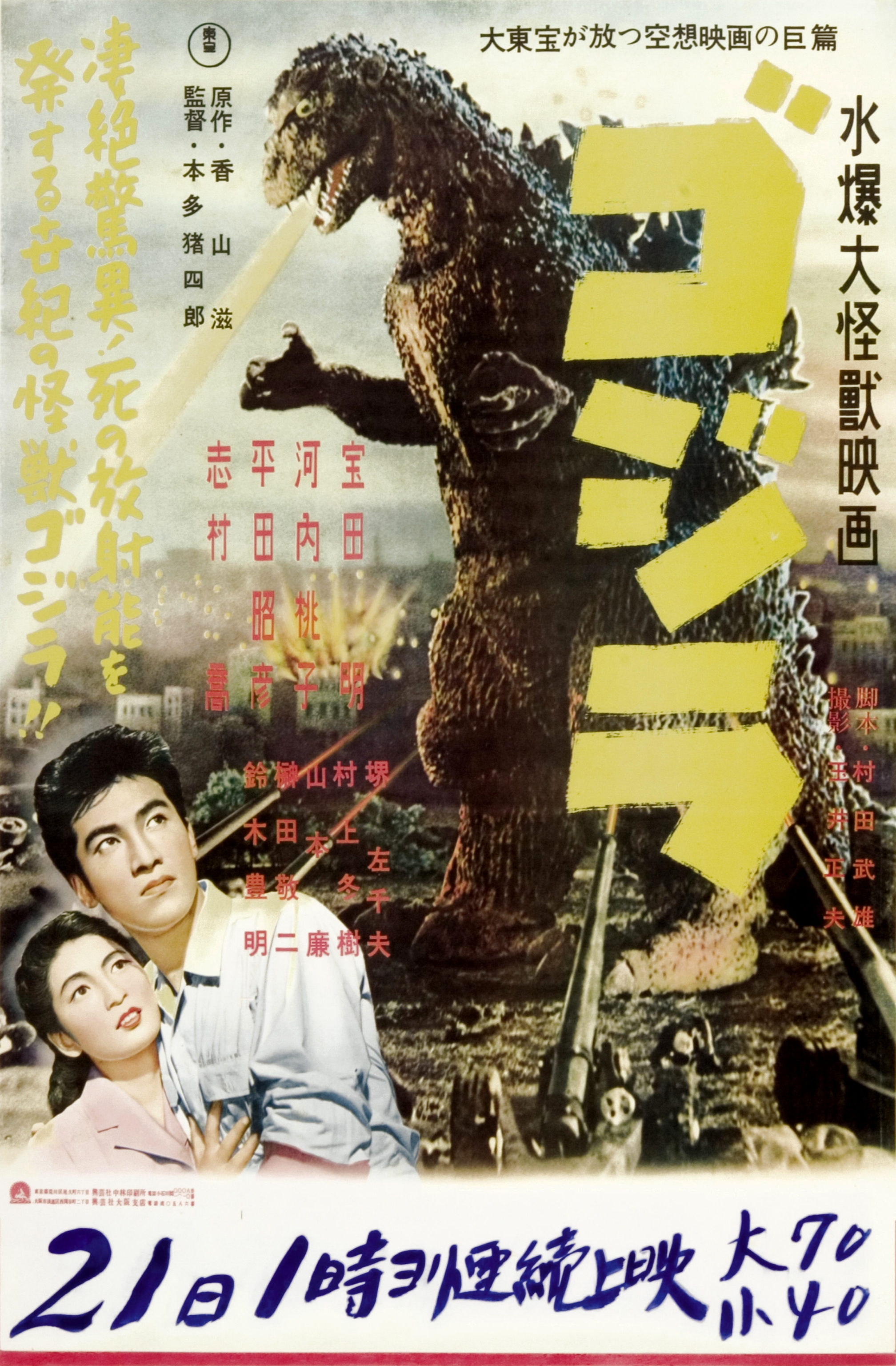
Ґодзілла на плакаті однойменного фільму 1954 року
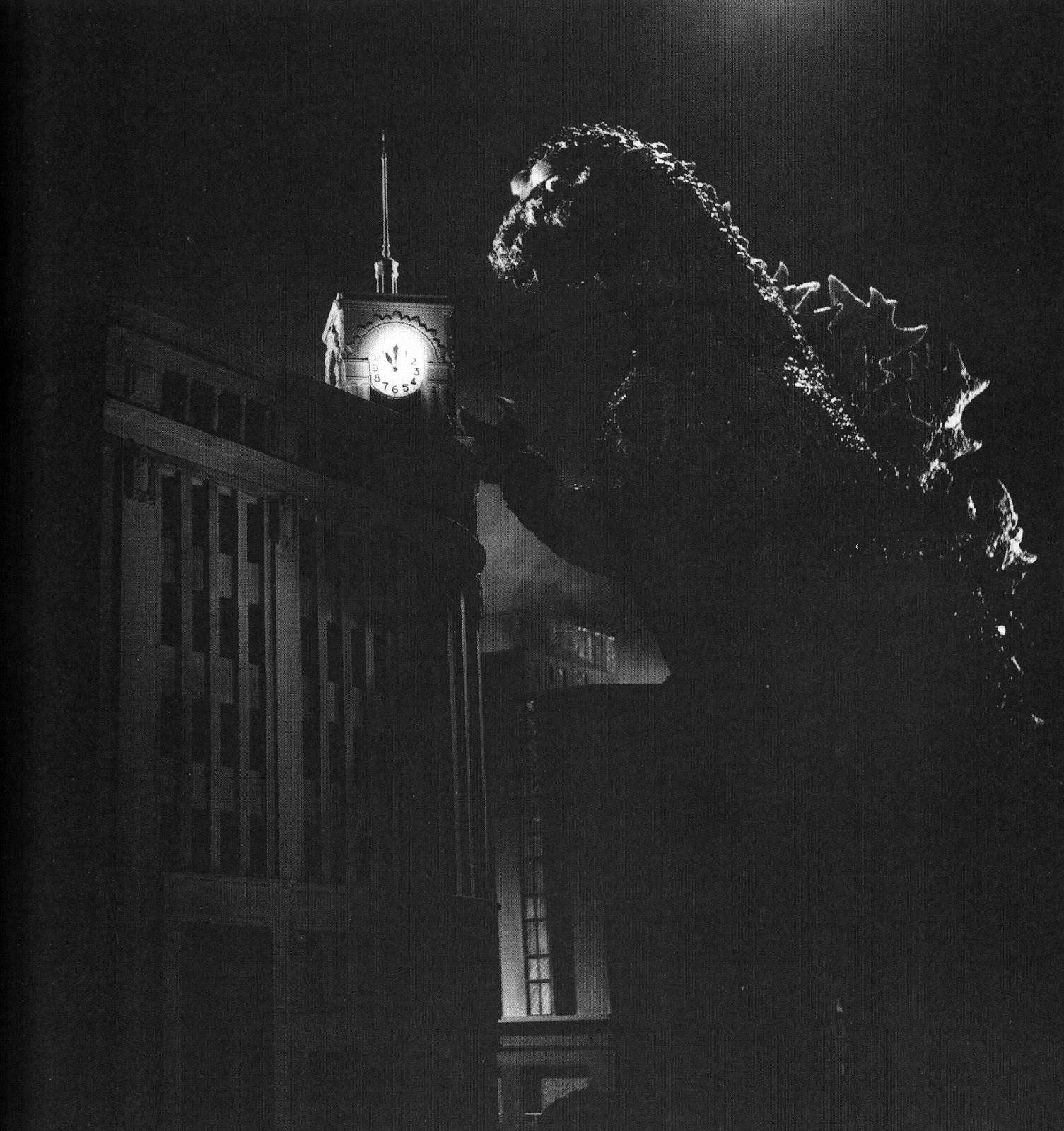
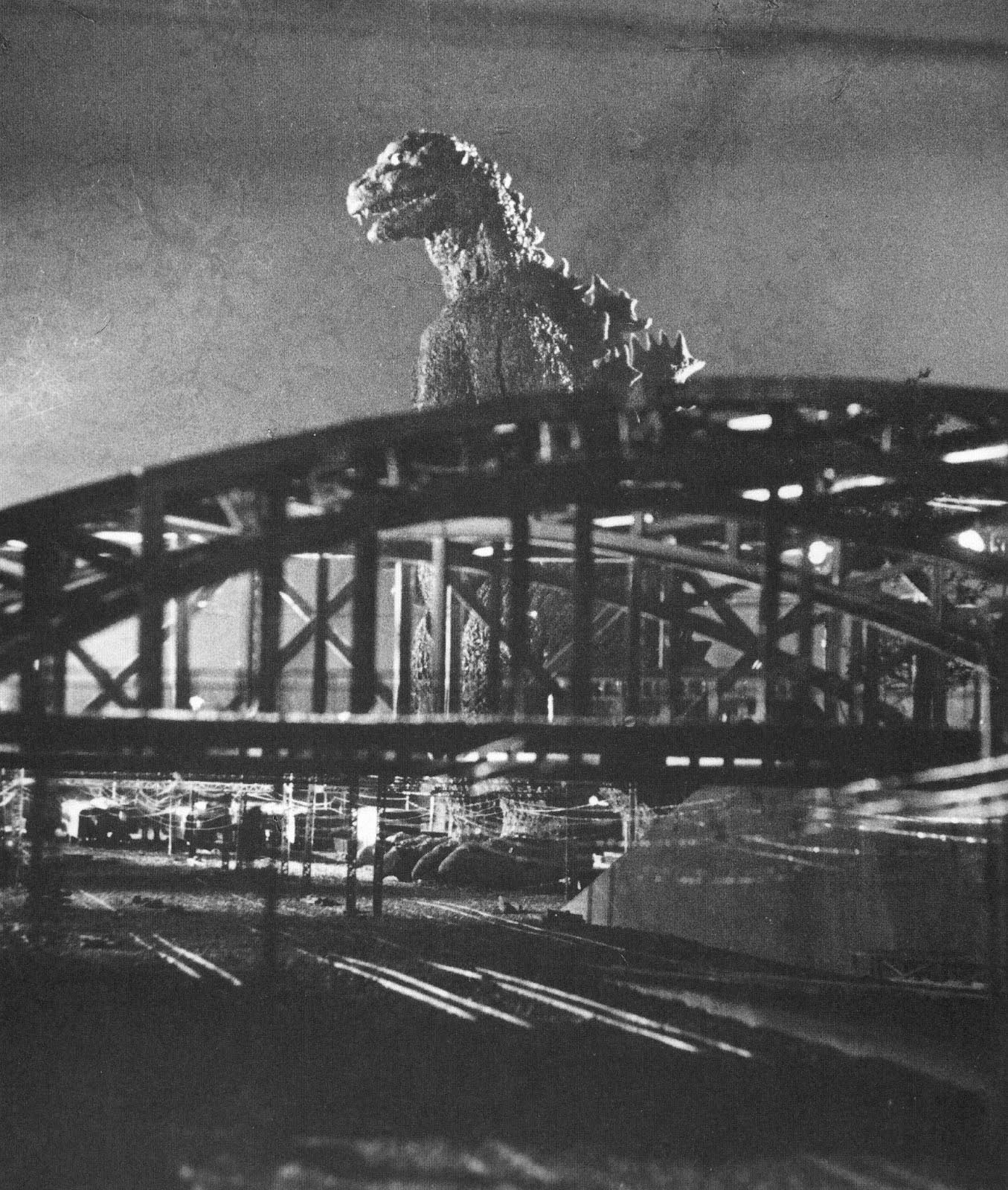
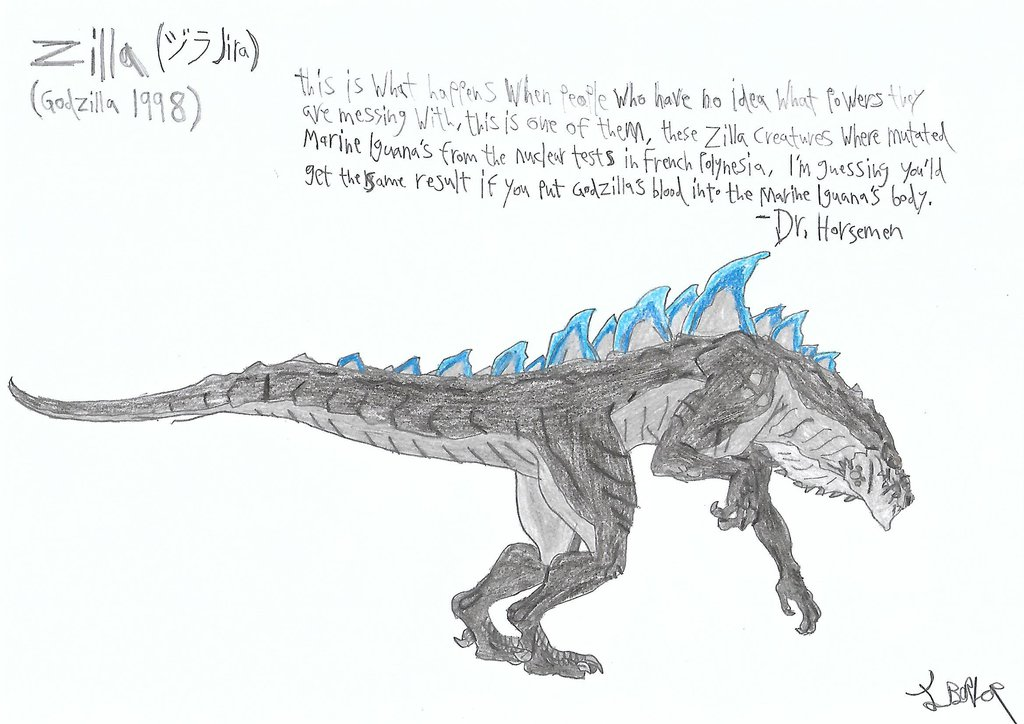
Американський Ґодзілла, пізніше був перейменований у Зіллу

## Факти

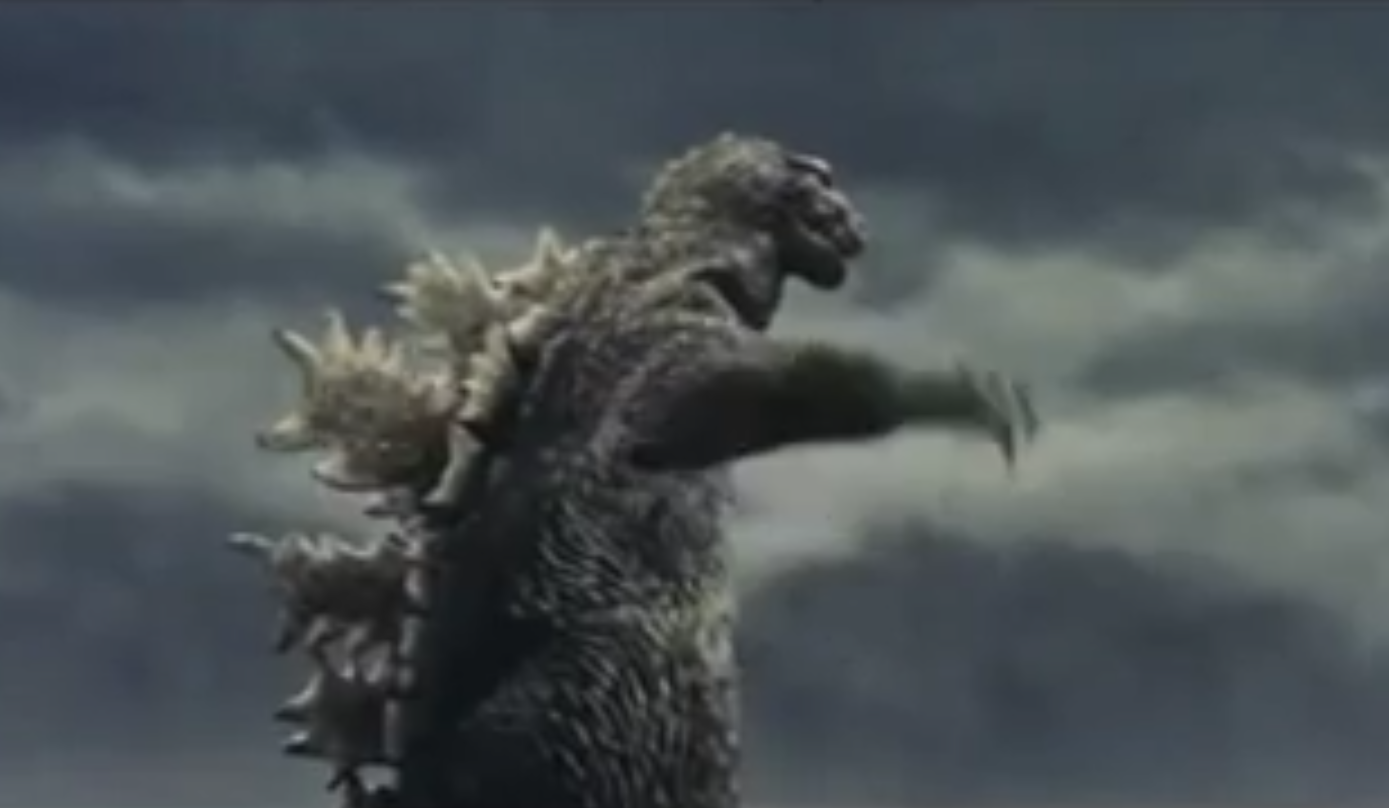

- Альтернативна теорія походження героя з'явилась у книзі «Годзілла: Історія», написаній Кенічіро Терасавою. За його версію, Ґодзілла — це мутований кит, який мав спинні пластини.
- Один із видів динозаврів називався Ґодзіллазавр, проте він мав незначну схожість з аналогом з фільму.
- До мутації Ґодзіллазавр, не мав пластин (найбільш помітних візуальних змін після його мутації), але Ґодзілла молодший має їх до мутації.
- Дизайнер спецефектів Синдзі Нісікава сказав, що Ґодзілла спочатку до мутації мав бути тиранозавром.